# Monomma
Monomma is een geslacht van kevers uit de familie somberkevers (Zopheridae).

## Soorten
Deze lijst van soorten is mogelijk niet compleet.
- M. abstrusum C.O.Waterhouse, 1879
- M. abyssinicum Gestro, 1872
- M. acutoculum Freude, 1984
- M. aeneipenne Freude, 1957
- M. altum Freude, 1984
- M. ambrense Freude, 1961
- M. amicum Freude, 1958
- M. anale Freude, 1958
- M. antinorii Gestro, 1872
- M. asymmetricum Freude, 1959
- M. atronitens Fairmaire, 1883
- M. attenuatum Pic, 1954
- M. auberti Oberthur, 1883
- M. auratum Freude, 1957
- M. aureoscutellatum Freude, 1959
- M. babaulti Pic, 1924
- M. bakeri Pic, 1924
- M. basilewskyi Freude, 1958
- M. bechynei Freude, 1957
- M. bertiae Freude, 1984
- M. boreooccidentale Freude, 1957
- M. brevecarinatum Freude, 1984
- M. brunneum Thomson, 1860
- M. brunnipes Guérin, 1844
- M. camerunense Freude, 1958
- M. caprai Freude, 1958
- M. chopardi Freude, 1957
- M. compressum Freude, 1957
- M. corpulentum Freude, 1957
- M. cuneioculatum Freude, 1957
- M. cuneipenne Freude, 1957
- M. densepunctatum Pic, 1933
- M. distinctipenne Pic, 1924
- M. dubiosum Freude, 1957
- M. elevatum Pic, 1924
- M. espanoli Freude, 1958
- M. faccai Pic, 1954
- M. fortepunctatum Freude, 1958
- M. foveolatum Pic, 1924
- M. freyi Freude, 1957
- M. frieseri Freude, 1957
- M. fuerschi Freude, 1959
- M. gazanum Freude, 1958
- M. gibbosum Thomson, 1860
- M. giganteum Guérin, 1845
- M. glabrum Freude, 1957
- M. globulosum Oberthur, 1883
- M. gracileirroratum Freude, 1957
- M. gyrinoides Freude, 1957
- M. haafi Freude, 1957
- M. horni Pic, 1933
- M. immaculatum Pic, 1924
- M. impressicolle Pic, 1954
- M. incisum Freude, 1959
- M. irroratum Freude, 1957
- M. itemovale Freude, 1957
- M. jaegeri Freude, 2000
- M. janaki Freude, 2000
- M. kaszabi Freude, 1957
- M. klugii Guérin, 1844
- M. kraatzi Pic, 1933
- M. kulzeri Freude, 1957
- M. lukuledianum Freude, 1958
- M. machatschkei Freude, 1957
- M. macrooculum Freude, 1958
- M. maculatum Guérin, 1844
- M. madagassicum Freude, 1957
- M. mangokyense Freude, 1959
- M. mariae Freude, 1957
- M. maroantsetranum Freude, 1962
- M. maximum Oberthur, 1883
- M. micromaculatum Freude, 1959
- M. microovale Freude, 1984

- M. microprocerus Freude, 1957
- M. micros Freude, 1957
- M. microspeculum Freude, 1984
- M. microspinum Freude, 1957
- M. mocambiquense Freude, 1958
- M. mocquerisi Freude, 1957
- M. monstrosum Freude, 1957
- M. montanum Freude, 1984
- M. multipunctatum Pic, 1924
- M. mycotretoide Ancey, 1881
- M. natalense Pic, 1924
- M. nigritum Freude, 1957
- M. nonmaculatum Freude, 1957
- M. nonsepultum Freude, 1957
- M. notabile Fairmaire, 1883
- M. occidentale Freude, 1958
- M. olbrechtsi Freude, 1958
- M. ovale Freude, 1957
- M. pauliani Freude, 1957
- M. pellitum Freude, 1957
- M. perrieri Freude, 1957
- M. perroti Pic, 1924
- M. philippinarum Pic, 1924
- M. planispinum Freude, 1957
- M. procerulum Freude, 1957
- M. profundepunctatum Freude, 1958
- M. prolatum Freude, 1957
- M. pruinosum Champion, 1917
- M. pseudominutissimum Freude, 1962
- M. pseudosepultum Freude, 1957
- M. puberolum Freude, 1957
- M. puncticolle Oberthur, 1883
- M. pusillum Guérin, 1844
- M. quadrimaculatum C.O.Waterhouse, 1879
- M. remedellii Pic, 1954
- M. resinorum Hope, 1842
- M. robinsoni Freude, 1961
- M. rubiginosum Fairmaire, 1893
- M. rufipes Pic
- M. rufolineatum Pic, 1924
- M. rugosicolle Freude, 1962
- M. rugosipenne Freude, 1957
- M. semiaeneum Pic, 1924
- M. semicarinatum Freude, 1957
- M. semirufum Pic, 1934
- M. semispinum Freude, 1984
- M. senegalense Fairmaire, 1894
- M. sepultum
- M. seriepunctatum Fairmaire, 1893
- M. sicardi Freude, 1984
- M. simile Freude, 1957
- M. simplex Freude, 1959
- M. singaporense Pic, 1924
- M. speculum Freude, 1984
- M. splendidulum Fairmaire, 1883
- M. stenotarsoide Ancey, 1881
- M. subaeneum Pic
- M. subopacum Fairmaire, 1883
- M. subtilecarinatum Freude, 1957
- M. sudanicum Gredler, 1877
- M. taylori Freude, 1958
- M. theresae Freude, 1957
- M. trapezicolle Freude, 1957
- M. tricarinatum Freude, 1957
- M. triplacinum Gerstacker, 1871
- M. tulearense Freude, 1962
- M. uhligi Freude, 2000
- M. uniforme Pic, 1933
- M. vansoni Freude, 1958
- M. venzoi Freude, 1959
- M. viridipenne Freude, 1957
- M. wittmeri Freude, 1977
- M. zavattarii Pic, 1952